# 新潟県立燕中等教育学校
新潟県立燕中等教育学校（にいがたけんりつ つばめちゅうとうきょういくがっこう）は、新潟県燕市灰方にある県立中等教育学校。通称は「燕中等」（つばめちゅうとう）。

## 概要
- 2005年4月、県教育委員会進学実績上昇計画の一環として、新潟県立燕高等学校の校舎を使用し、県内では4校目の公立中高一貫校として開校された。
- 1学年2クラスと少人数編成で、前期課程（1～3年）・後期課程（4～6年）に分かれ、2学期制を取る。中学の段階で一部の教科では高校の内容の授業もする。
- 制服は前・後期共通で、前期課程には他の中学校と同様に給食がある。
- 校舎の一部は、燕高校時代から使用されているものである。

## 沿革
- 2004年9月21日 - 9月定例新潟県議会において「県立学校の一部改正」が議決され、新潟県立燕中等教育学校の設置が決定し、10月1日公布される。位置は「燕市」
- 2004年11月1日 - 新潟県立燕中等教育学校設置
- 2005年1月22日 - 平成17年度入学者選抜選考検査実施
- 2005年1月30日 - 合格者の発表。合格者84人
- 2005年4月4日 - 第1回入学式挙行
- 2005年4月11日 - 給食開始
- 2005年4月17日 - 学校ホームページ開設
- 2005年11月5日 - 開校記念式典挙行
- 2006年10月26日 - 特別国際理解講座開催（駐日マダガスカル共和国特命全権大使を迎えて）
- 2006年12月6日〜8日 - 2年生修学旅行（鹿児島・種子島方面）

## 教育方針
1. グローバルな視点を育成する教育の推進
2. 目的意識の形成と高い学習意欲・向上心を育成する教育の推進
3. 自己理解を深め、意思決定能力を高める教育の推進
4. 学力を伸長し学習方法を獲得する教育の推進
5. 豊かな人間性と健やかな身体を育成する教育の推進
6. 信頼される学校、信頼される教育の推進

## 教育目標
「地域に立脚しつつ地球的視野で活躍できる人材の育成」
〜燕から世界に放つ光、力、そして英知〜

## スクールポリシー
Be Glocal!　（"glocal"とは"global"と"local"の2つの意味を合わせ持つ造語）

## 校章と校歌
- 校章　咲いている花をモチーフにした。６つのTは学年を表す。そのうち色分けされた３つは，光，力，英知を表す。またそれぞれのTは燕をモチーフにした。学校に人材（生徒）が集結するイメージとそこから外に向かって発せられる光，力，英知の力強さを表現している。
- 校歌　シンガーソングライターの梅原司平が製作した。

## 学校行事
- 4月　年度始休業　1学期始業式・着任式　入学式　新入生オリエンテーション（1年）　授業参観・PTA総会
- 5月　全校ウォーク　1学期プレ中間考査
- 6月　飛燕祭（体育祭）　1学期中間考査
- 7月　夏季球技大会　夏季休業・夏期講習　東北大OC（4年）　鎚起銅器製作体験（1年）
- 8月　夏季休業・夏期講習　新大OC（3年）　職業体験（2年）　課題考査　学校説明会・授業参観
- 9月　1学期期末考査　秋燕祭（文化祭）
- 10月　1学期総括日　海外研修（4年）
- 11月　ロードレース　音楽発表会（前期）　生徒会役員選挙　2学期中間考査
- 12月　修学旅行（2年）　つくばの旅（1年）　学習合宿（3年）　冬季休業・冬期講習
- 1月　冬季休業・冬期講習　入学者選考検査　課題考査（1-5年）
- 2月　2学期期末考査　冬季球技大会
- 3月　卒業証書授与式　2学期終業式・離任式　年度末休業

## 部活動
水曜日と金曜日のみ活動があり、放課後午後6時まで行われている。

### 運動部
- 空手道部
- 弓道部
- サッカー部
- 男子ソフトテニス部
- 女子ソフトテニス部
- 男子バスケットボール部
- 女子バスケットボール部
- バレーボール部

### 文化部
- 音楽部
- Glocal（英会話）部
- サイエンス部
- 美術部

## 交通
- JR弥彦線燕駅より約2.5km
  - 同駅から新潟交通観光バス 新生町・白根方面行利用（所要約5分）[2]「燕中等前」下車後徒歩3分